# Acosmium lentiscifolium
Acosmium lentiscifolium là một loài thực vật có hoa trong họ Đậu. Loài này được Schott miêu tả khoa học đầu tiên.